# Gene Tools
Gene Tools, LLC é uma sociedade empresária limitada, localizada em Philomath, Óregon, Estados Unidos , que fabrica oligos Morpholino anti-sentido e fornece reagentes. A Gene Tools foi fundada em 1997 e deu início à sequência costumizada do transporte de oligos Morpholino em 2000. A sua gama de produtos atuais incluem oligos Morpholino, Vivo-Morpholinos (para maior eficácia em células) e Foto-Morpholinos.
O gerente e sócio comanditado, Jim Summerton, é um pioneiro na pesquisa anti-sentido, concebeu e foi co-inventor das estruturas do tipo oligo Morpholino anti-sentido e fundou a primeira empresa terapêutica anti-sentido, Sarepta Therapeutics Inc. (anteriormente AntiVirals Inc., posteriormente renomeada AVI BioPharma Inc., agora chamada Sarepta Therapeutics Inc.).